# NGC 6026
NGC 6026 is een planetaire nevel in het sterrenbeeld Wolf. Het hemelobject werd op 8 juni 1837 ontdekt door de Britse astronoom John Herschel.

## Synoniemen
- PK 341+13.1
- ESO 389-PN7
- AM 1558-342